# 刀輪戰車

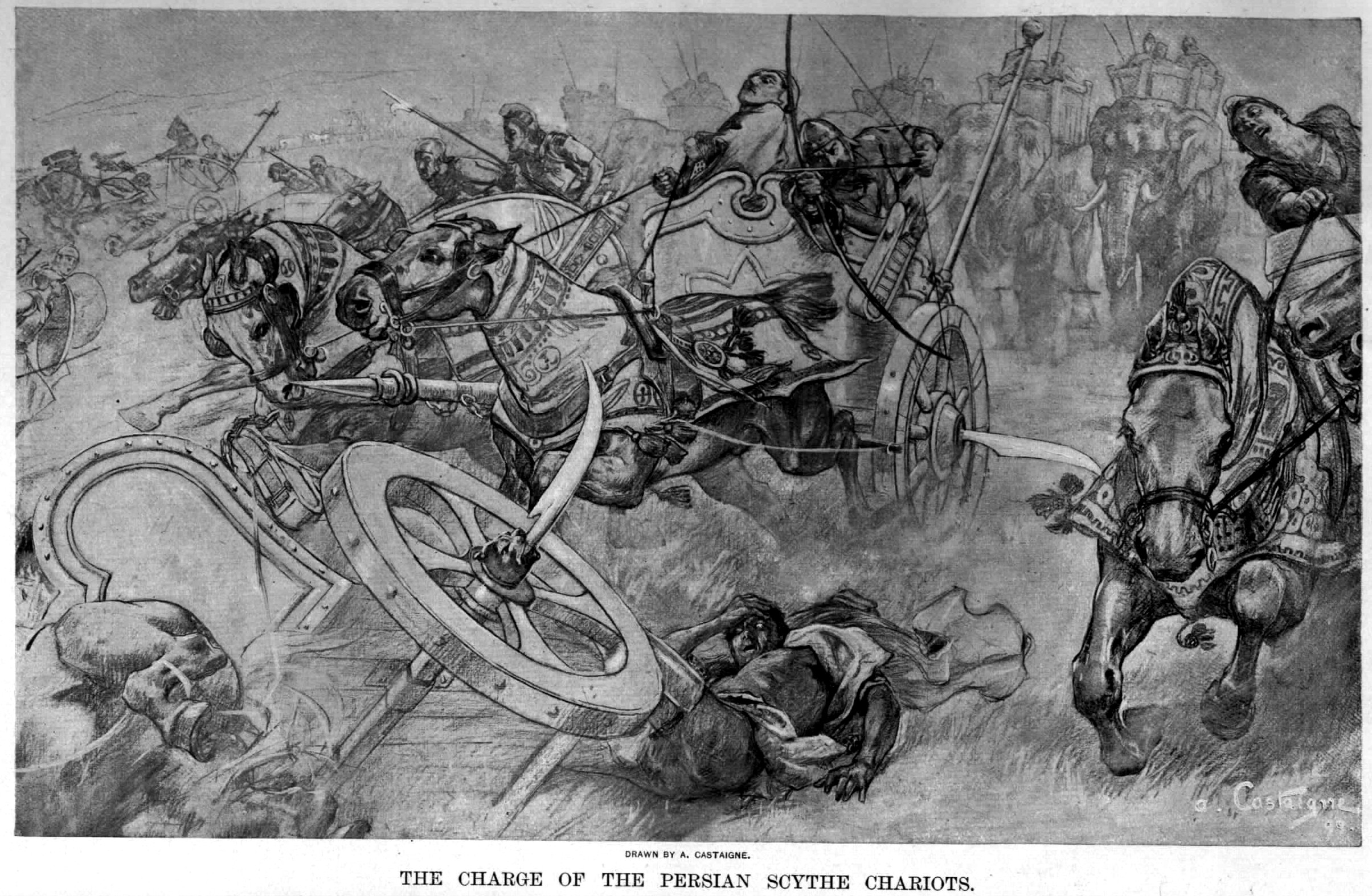
波斯刀輪戰車在高加米拉戰役中衝鋒，安德烈·卡斯泰涅（Andre Castaigne）所繪 (1898-1899).

刀輪戰車或譯鐮刀戰車（Scythed chariot），是古代一種雙輪戰車，其兩個車輪的輪軸尾裝上大鐮，這些刀刃可以快速地把人和馬的肢體切下，除了造成敵軍損傷外，更重要的是讓敵人陣形產生混亂。

## 歷史
刀輪戰車是戰馬車的一種改良版，其刀刃長約一公尺。古希臘將領色諾芬在庫那克薩戰役目擊了波斯使用這種兵器，並寫下了：「那些細長大鐮安裝在通過駕駛座下方的輪軸上，並傾斜一定角度朝向地面。」
在十七到十九世紀時，人們認為刀輪戰車可能來自迦南、古印度、亞述或馬其頓，但這些觀點遭到廢棄。學者Nefiodkin認為色諾芬所說「刀輪戰車是波斯第一任國王居魯士大帝所發明的」的觀點是錯誤的，因為之後的薛西斯一世在波斯第二次入侵希臘時刀輪戰車並沒有出場。相反地，他還提出波斯是波斯戰爭後期採用刀輪戰車，時間大約在前467年到前458年左右，主要是與希臘重裝步兵作戰的經驗後，所產生的兵器。

### 在波斯的戰爭
刀輪戰車由四匹馬為一組來拉，上面有成員三人，其中一人駕駛，另兩人作戰。刀輪戰車主要設計目的是以打亂、切斷步兵陣列，或至少从步兵陣列中打开一個缺口，以利之後的作戰。原先騎兵衝鋒很難突破古希臘緊密的步兵方陣，加上馬匹不會輕易衝入人群中，而設計上刀輪戰車可利用刀刃切入步兵中，來解決騎兵所遇到的問題。然而一支訓練有素的步兵可以快速變換陣型，當戰車接近時快速讓開一個通道，減低可能的傷亡。使用刀輪戰車需要一些外在條件限制，其中刀輪戰車因為是對付步兵的攻擊性武器，它需要適合的開放空間讓戰車奔馳。
當時騎兵尚未發明馬蹬，可能也沒有馬刺和有效的馬鞍，儘管當時有著皮毯的馬鞍，但作戰效率無法達到中世紀重騎兵的效果。而刀輪戰車經常會加入騎兵，一同朝步兵衝鋒。對此歷史文獻主要來自步兵這一方角度來撰寫，如希臘或羅馬。希臘色諾芬記錄了刀輪戰車在一場戰鬥中獲勝：
|                                | （希臘）士兵們習慣在散漫狀態下收集他們的補給品，也沒有加以警備。有一次，當士兵們散在開闊的平原時，法那巴佐斯帶著兩輛刀輪戰車和四百名騎兵接近。希臘士兵看到敵軍接進，紛紛快跑並集中一起，組成七百人隊伍。而法那巴佐斯沒有浪費時間，他讓刀輪戰車在前，自己和騎兵在後，並下令衝鋒。戰車衝入希臘軍陣列，並切斷他們的緊密陣型，而騎兵很快砍倒一百多人。 |
| ——色諾芬 《希腊史》 IV,1,17-19 | |

阿庇安記載了刀輪戰車另一次成功運用，是本都王國米特里達梯六世在前89年的阿謨尼阿斯河戰役（Battle of the River Amnias）中擊敗比提尼亞軍時。

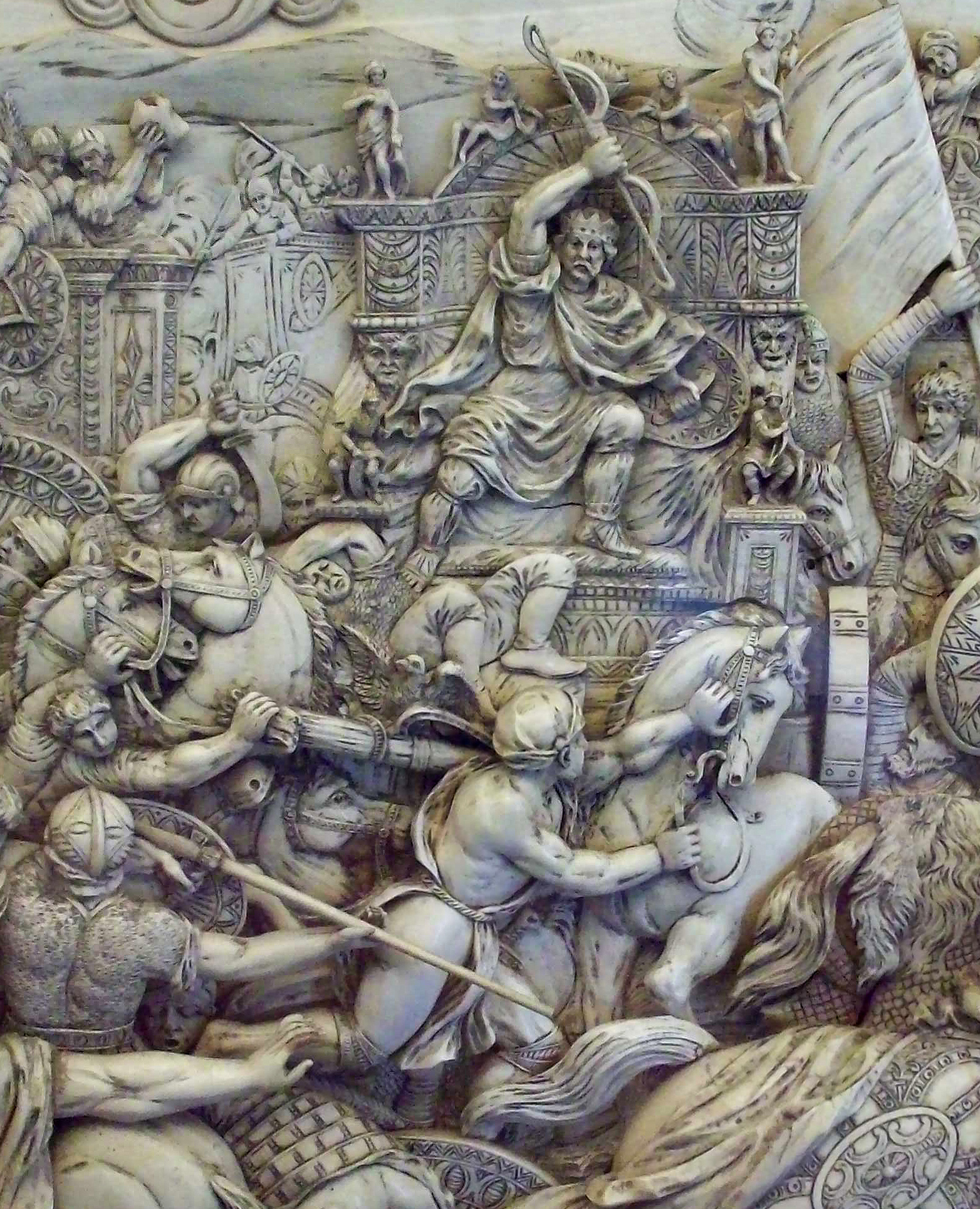
刀輪戰車在高加米拉戰役中落入馬其頓軍的圈套中，18世紀中期象牙浮雕

而刀輪戰車遭到失敗的戰役中，最著名即是高加米拉戰役中對付亞歷山大大帝所率領的馬其頓方陣。亞歷山大認知到波斯大流士三世軍中的刀輪戰車因為負擔衝鋒任務而裝備得相當笨重，因此方陣步兵可以利用這一點來對付。當戰車靠近時，馬其頓士兵會主動讓開一個通道，形成一個像是字母E的圈套，而戰車的戰馬會下意識進入這個圈套中。如此一來，馬其頓士兵可以設法停住戰車並用薩里沙長矛解決，或是讓戰車直接通過，由後方第二條陣列的士兵解決。這場戰役最後由亞歷山大大帝獲勝，大流士三世落荒而逃。

### 與羅馬遭遇
儘管有些缺點，刀輪戰車仍被東方的希臘化國家繼續使用，他們最後一次使用在前47年的澤拉戰役（Battle of Zela）。而羅馬當時已經能有效對抗刀輪戰車，羅馬可以利用鐵蒺藜來阻止戰馬前進，或是在步兵前方地面打上地樁以策安全。

### 撒哈拉部落
在撒哈拉沙漠北邊的遊牧部隊Pharusii和尼格里塔（Nigrites），被記錄使用過刀輪戰車。
|                                | 他們的戰車也安裝上刀鎌。 |
| ——斯特拉波 《地理學》 XVII.iii |                          |

### 不列顛島

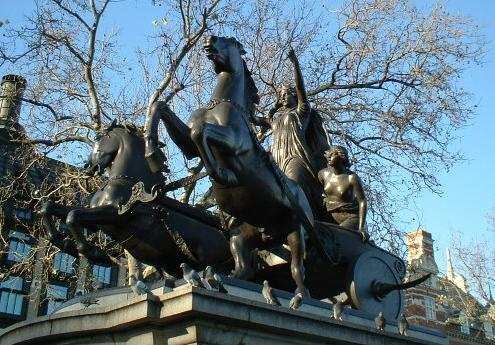
位於英國的布狄卡和她女兒的雕像，她們駕著刀輪戰車，托馬斯·桑尼克羅夫特（Thomas Thornycroft）所製作

在羅馬往西擴張時並沒有遇到與刀輪戰車作戰的過程，然而羅馬在公元43年入侵不列顛時，記錄當時不列顛人使用了刀輪戰車。
|                                          | 他們不僅在馬背上作戰，還讓兩匹馬拉著一輛戰馬車，其戰車以高盧風格來武裝。他們稱這個戰馬車叫covinni，並且還在輪軸上安裝刀鎌。 |
| ——龐波尼烏斯·梅拉（Pomponius Mela） 3,52 | |

然而這段記錄的真實性有些疑慮，很可能羅馬朱里亞·克勞狄王朝因為要為羅馬征服不列顛一事增加一些光彩，在宣傳上讓不列顛比實際上更為強大。相反地，在早先凱撒入侵不列顛時，不列顛人主要用戰馬車駛到敵前投射武器，之後回到陣中下車作戰。

### 羅馬帝國後期
在羅馬帝國後期，羅馬人可能對刀輪戰車展開一種新且與眾不同的試驗，它改以由一個或兩個鐵甲騎兵拉著一輛不載人的雙輪戰車前進，來減輕輪軸的負擔，而刀刃只會在要戰鬥時刻前夕才會放下，以利戰前的布陣。這些在一本奇特的羅馬軍事機械書《de Rebus Bellicis》2-14部分有合理的詳述。

### 其他
刀輪戰車有出現在愛爾蘭人的傳說中。
另外，目前考古上並沒有出土過刀輪戰車的實物。

## 腳註
1. 1 2  Nefiodkin 2004，第369−371頁
2. ↑  Nefiodkin 2004，第373f.頁
3. ↑  Nefiodkin 2004，第371−378頁
4. ↑  馬匹較不情願衝入步兵的槍山矛海中，若有一個通道，牠們會選擇進入裡面。
5. ↑  塞克斯圖斯·尤利烏斯·弗朗提努斯（Sextus Julius Frontinus） 《謀略》（strategems） 2,3,17-18。
6. ↑  .   [2010-07-13]. （原始内容存档于2006-12-30）.

## 外部連結
维基共享资源上的相關多媒體資源：刀輪戰車